# Долежелова, Рената
Рената Долежелова (чеш. Renáta Dolezelová ; 2 июня 1950, Бродек-у-Пршерова, район Пршеров, Оломоуцкого края ЧССР — 12 июня 2000, Прага) — чешская и чехословацкая актриса

 театра и кино.

## Биография
Сперва в 1969 году получила диплом инженера-химика. Позже поступила и окончила Академию музыки им. Яначека в Брно, где изучала актёрское мастерство. Дебютировала на сцене Театра Петра Безруча в Остраве.
С 1979 года работала на киностудии Баррандов. Снимала с кино и на телевидении, выступала в пражских театрах. Помимо театральной деятельности, также занималась дубляжом, журналистикой, написала пьесу.
Сыграла в 32 фильмах.
Среди самых известных её телевизионных работ роль первой жены майора Земана в сериале «Тридцать случаев майора Земана».
Ближе к концу жизни страдала от депрессии. Скончалась 12 июня 2000 года, через 10 дней после своего пятидесятилетия, покончив жизнь самоубийством после передозировки наркотиков и алкоголя.
Была замужем за театральным режиссёром Павлом Палоушем.

## Избранная фильмография
- 1986 — Мой грешный муж / Muj hrísny muz
- 1984 — Бесконечный замок / Zámek Nekonečno
- 1983 — Ангел с дьяволом внутри / Anděl s ďáblem v těle
- 1981 — Зелёная волна
- 1981 — Змеиный яд
- 1980 — Посчитать овец (телефильм)
- 1980 — Большие пожелания
- 1980 — Спелое вино
- 1980 — Как обмануть юриста
- 1979 — Параграф 224 / Paragraf 224
- 1976 — Освобождение Праги — Анка Кадлецова
- 1974—1979 — Тридцать случаев майора Земана — жена майора Земана
- 1974 — Соколово — Анка Кадлецова
- 1973 — Дни предательства — Анка Кадлецова